# Soci dell'Accademia nazionale delle scienze
L'elenco che segue presenta in ordine alfabetico i nomi dei soci dell'Accademia nazionale delle scienze detta dei XL.
Dopo ogni nome viene indicato l'anno di ammissione all'Accademia, la sede nella quale il nuovo socio operava al momento dell'ammissione stessa e possibilmente la disciplina che il socio rappresenta. Il segno + contraddistingue i soci che sono stati nominati in soprannumero.

## A
- Abbati Marescotti, Pietro (1826) Modena
- Albini, Giuseppe (1880) Napoli
- Aldini, Giovanni (1804) Bologna
- Alessandrini, Antonio (1838) Bologna
- Almansi, Emilio (1921) Firenze
- Alpi, Amedeo (2001)+ Pisa
- Amaldi, Edoardo (1952) Roma
- Amaldi, Ugo Italo (1992)+ Ginevra
- Amaldi, Ugo (1942) Roma
- Amantea, Giuseppe (1958) Roma
- Amerio, Luigi (1979) Milano
- Amici, Giovanni Battista (1819) Modena
- Amoretti, Carlo (1791) Milano
- Angeli, Angelo (1915) Firenze
- Angelini, Arnaldo Maria (1980)+ Roma
- Aquilanti, Vincenzo (2005) Perugia
- Araldi, Michele (1803) Bologna
- Arbarello, Enrico (1988)+ Roma
- Arduino, Giovanni (1786) Venezia
- Armellini, Giuseppe (1927) Roma
- Arnaudi, Carlo (1967) Milano
- Artini, Ettore (1922) Milano
- Arzelà, Cesare (1911) Palermo
- Avanzini, Giuseppe (1813) Padova
- Avogadro, Amedeo (1821) Torino

## B
- Baccelli, Liberato (1827) Modena
- Baglioni, Silvestro (1939) Roma
- Bagnera, Giuseppe (1925) Roma
- Baiocchi, Claudio (1990)+ Pavia
- Baldacci, Riccardo Francesco (1983)+ Genova
- Ballio, Alessandro (1980)+ Roma
- Balzani, Vincenzo (1994)+ Bologna
- Barani, Bartolomeo (1824) Modena
- Barbagelata, Angelo (1959) Milano
- Barletti, Carlo (1782) Pavia
- Barsotti, Jacopo (1979) Padova
- Bassani, Francesco (1890) Napoli
- Battaglini, Giuseppe (1875) Roma
- Beccari, Odoardo (1915) Firenze
- Bellani, Angelo (1836) Milano
- Bellavitis, Giusto (1850) Padova
- Belli, Giuseppe (1832) Milano
- Beltrami, Eugenio (1870) Roma
- Benedicenti, Alberico (1953) Genova
- Bergami, Gino (1958) Roma
- Bernardini, Gilberto (1966) Pisa
- Bertini, Eugenio (1898) Pisa
- Bertoloni, Antonio (1829) Bologna
- Berzolari, Luigi (1949) Roma
- Betti, Enrico (1860) Pisa
- Betti, Mario (1938) Bologna
- Bianchi, Angelo (1952) Padova
- Bianchi, Emilio (1937) Milano
- Bianchi, Giuseppe (1829) Modena
- Bianchi, Luigi (1892) Pisa
- Bidone, Giorgio (1822) Torino
- Biroli, Marco (1997)+ Milano
- Bizio, Bartolomeo (1841) Venezia
- Blanc, Carlo Alberto (1960) Roma
- Blaserna, Pietro (1877) Roma
- Bombicci, Luigi (1903) Bologna
- Bombieri, Enrico (1975) Pisa
- Bompiani, Enrico (1951) Roma
- Bonati, Teodoro (1782) Ferrara
- Bondioli, Pierantonio (1805) Padova
- Bonino, Giovanni Battista (1943) Bologna
- Bordoni, Antonio Maria (1816) Pavia
- Bordoni, Ugo (1940) Roma
- Borzì, Antonino (1921) Palermo
- Boscovich, Ruggero Giuseppe (1782) Parigi
- Bottazzi, Filippo (1932) Napoli
- Bovet, Daniel (1949) Roma
- Brera, Valeriano Luigi (1808) Padova
- Brignoli Di Brunnhof, Giovanni (1849) Modena
- Brioschi, Francesco (1860) Torino
- Briosi, Giovanni (1905) Pavia
- Broglio, Luigi (1977) Roma
- Brugnatelli, Luigi (1803) Pavia
- Brunacci, Vincenzo (1808) Pavia
- Bruni, Giuseppe (1932) Milano
- Bufalini, Maurizio (1844) Firenze

## C
- Cacciatore, Nicolò (1834) Palermo
- Caglioti, Luciano (2000) Roma
- Caglioti, Vincenzo (1966) Roma
- Cagnoli, Antonio (1786) Verona
- Calandrelli, Giuseppe (1820) Roma
- Caldani, Floriano (1803) Padova
- Caldani, Leopoldo Marco Antonio (1786) Padova
- Califano, Luigi (1966) Napoli
- Calissano, Pietro (1999) Roma
- Cambi, Livio (1951) Milano
- Cannizzaro, Stanislao (1865) Palermo
- Canterzani, Sebastiano (1782) Bologna
- Cantone, Michele (1916) Napoli
- Cantoni, Giovanni (1878) Pavia
- Capelli, Alfredo (1907) Napoli
- Capocaccia, Agostino Antonio (1961) Genova
- Capocci, Ernesto (1851) Napoli
- Cappellini, Giovanni (1879) Bologna
- Carassa, Francesco (1984) Milano
- Carlini, Francesco (1816) Milano
- Carobbi, Guido (1959) Firenze
- Carradori, Giovacchino (1816) Prato
- Carrelli, Antonio (1966) Napoli
- Caruel, Teodoro (1889) Firenze
- Casorati, Felice (1869) Pavia
- Castellani, Aldo (1933) Roma
- Castelnuovo, Guido (1906) Roma
- Catullo, Tomaso (1840) Padova
- Celoria, Giovanni (1885) Milano
- Cerruti, Valentino (1889) Roma
- Cerulli, Vincenzo (1915) Roma
- Cesaris, Angelo (1782) Bologna
- Cesati, Vincenzo (1876) Napoli
- Cesàro, Ernesto (1902) Napoli
- Chelini, Domenico (1863) Roma
- Chiancone, Emilia (1998) Roma
- Chiarugi, Giulio (1926) Firenze
- Chiminello, Vincenzo (1798) Padova
- Ciaccio, Giuseppe (1891) Bologna
- Ciamician, Giacomo (1898) Bologna
- Ciferri, Raffaele (1960) Pavia
- Cigna, Giovanni Francesco (1786) Torino
- Cirillo, Domenico (1786) Napoli
- Collalto, Antonio (1815) Padova
- Colombo, Giuseppe (1975) Padova
- Colombo, Umberto (1979) Roma
- Configliachi, Pietro (1816) Pavia
- Conti, Andrea (1823) Roma
- Corbino, Orso Mario (1911) Roma
- Cornalia, Emilio (1869) Milano
- Cossa, Alfonso (1881) Torino
- Cossali, Pietro (1793) Parma
- Costa, Achille (1877) Napoli
- Cotugno, Domenico (1786) Napoli
- Cremona, Luigi (1865) Milano
- Crescenzi, Vittorio (1998) Roma
- Crocco, Gaetano Arturo (1938) Roma
- Cumo, Maurizio (1992) Roma

## D
- Dadda, Luigi (1982)+ Milano
- Dainelli, Giotto (1936) Firenze
- Dal Piaz, Giambattista (1971) Padova
- Dal Piaz, Giorgio Vittorio (1998) Padova
- Dal Piaz, Giorgio (1928) Padova
- Dal Negro, Salvatore (1835) Padova
- Dal Piaz, Giambattista (1971) Padova
- Dalla Vedova, Giuseppe (1912) Roma
- Dandolo, Vincenzo (1807) Zara
- De Blasi, Dante (1937) Roma
- De Filippi, Filippo (1864) Milano
- de Gasparis, Annibale (1852) Napoli
- De Giorgi, Ennio (1977) Pisa
- De Lagrange, Lodovico (1786) Berlino
- De Langes, Paolo (1786) Verona
- De Marchi, Luigi (1922) Padova
- De Notaris, Giuseppe (1863) Genova
- De Stefani, Carlo (1919) Firenze
- De Vico, Francesco (1844) Roma
- De Zigno, Achille (1877) Padova
- Delle Chiaie, Stefano (1842) Napoli
- Di Castri, Francesco (1997)+ Montpellier
- Di Saint-Robert, Paolo (1875) Torino
- Di San Martino, Giovambattista (1791) Vicenza
- Di Mattei, Pietro (1949) Roma
- Dini, Ulisse (1875) Pisa
- Donati, Giambattista (1867) Firenze
- D'Achiardi, Giovanni (1940) Pisa
- D'Ovidio, Enrico (1884) Torino

## E
- Enriques, Federigo (1912) Bologna
- Erspamer, Vittorio (1977) Roma

## F
- Fabbroni, Giovanni (1800) Firenze
- Fabiani, Ramiro (1942) Palermo
- Fano, Giulio (1920) Roma
- Fantoli, Gaudenzio (1922) Milano
- Fasella, Paolo Maria (1988)+ Bruxelles
- Fattori, Santo (1817) Modena
- Felici, Riccardo (1861) Pisa
- Fergola, Emanuele (1878) Napoli
- Fermi, Enrico (1933) Roma
- Ferraris, Galileo (1892) Torino
- Ferrero, Annibale (1881) Firenze
- Ferroni, Pietro (1786) Firenze
- Fichera, Gaetano (1986)+ Roma
- Flauti, Vincenzo (1847) Napoli
- Florenzano, Gino (1983)+ Firenze
- Focaccia, Basilio (1960) Roma
- Fontana, Felice (1782) Firenze
- Fontana, Gregorio (1782) Pisa
- Fontana, Mariano (1793) Pavia
- Fortis, Alberto (1788) Napoli
- Fossombroni, Vittorio (1786) Arezzo
- Foà, Pio (1904) Torino
- Franceschinis, Francesco Maria (1797) Vienna
- Frisiani, Paolo (1853) Milano
- Frullani, Giuliano (1825) Firenze
- Fubini, Guido (1925) Torino
- Fubini, Sergio (1978) Torino
- Furlani, Claudio (1986)+ Roma
- Fusinieri, Ambrogio (1836) Vicenza

## G
- Gallini, Stefano (1808) Padova
- Garaci, Enrico (2002) Roma
- Garbasso, Antonio (1915) Firenze
- Gasparrini, Guglielmo (1862) Palermo
- Gastaldi, Bartolomeo (1870) Torino
- Gatti, Emilio (1982) Milano
- Gemellaro, Gaetano Giorgio (1879) Catania
- Gemelli, Agostino (1957) Milano
- Genocchi, Angelo (1861) Torino
- Genè, Giuseppe (1839) Torino
- Ghigi, Alessandro (1961) Bologna
- Giangreco, Elio (2001) Napoli
- Giardina, Andrea (1928) Palermo
- Giobert, Giovanni Antonio (1798) Torino
- Giordani, Francesco (1937) Napoli
- Giorgini, Gaetano (1832) Firenze
- Giovene, Giuseppe Maria (1800) Molfetta
- Girardi, Michele (1782) Parma
- Giulio, Carlo Ignazio (1845) Torino
- Gola, Giuseppe (1938) Padova
- Golgi, Camillo (1896) Pavia
- Govi, Gilberto (1883) Napoli
- Grandi, Guido (1967) Bologna
- Graniti, Antonio (1987) Bari
- Grassi, Giovanni Battista (1897) Roma
- Grioli, Giuseppe (1996) Padova
- Guidi, Camillo (1927) Roma

## I
- Imbesi, Antonio (1980)+ Messina
- Inghirami, Giovanni (1827) Firenze

## K
- Koerner, Guglielmo (1903) Milano

## L
- La Rosa, Michele (1930) Palermo
- Landriani, Marsilio (1782) Milano
- Lepschy, Antonio (1989)+ Padova
- Lerici, Carlo Maurilio (1975) Roma
- Letta, Giorgio (1985)+ Pisa
- Levi Montalcini, Rita (1980)+ Roma
- Levi, Giuseppe (1933) Torino
- Levi-Civita, Tullio (1910) Padova
- Lo Surdo, Antonino (1933) Roma
- Lombardi, Antonio (1818) Modena
- Lombardi, Luigi (1931) Roma
- Lombardini, Elia (1865) Milano
- Lona, Fausto (1971) Parma
- Longo, Biagio (1942) Napoli
- Lorenzoni, Giuseppe (1895) Padova
- Lorgna, Anton Mario (1782) Verona
- Luciani, Luigi (1902) Roma

## M
- Macaluso, Damiano (1911) Palermo
- Maggi, Pietro (1843) Verona
- Magistrini, Giovanni Battista (1811) Bologna
- Maiani, Luciano (1996)+ Roma
- Maier, Giulio (1993)+ Milano
- Mainardi, Danilo (1991)+ Parma
- Mainardi, Gaspare (1834) Pavia
- Maironi Daponte, Giovanni (1796) Bergamo
- Majorana, Quirino (1925) Bologna
- Malacarne, Michele Vincenzo (1782) Padova
- Malacarne, Vincenzo Gaetano (1816) Padova
- Malaguti, Faustino (1856) Rennes
- Malaroda, Roberto (1978) Torino
- Malfatti, Giovanni Francesco (1782) Ferrara
- Manelli, Eri (1992)+ Roma
- Mangini, Angelo (1966) Bologna
- Manzoni, Antonio (1814) Verona
- Maracchi, Giampiero (2001)+ Firenze
- Marchiafava, Ettore (1922) Roma
- Marconi, Guglielmo (1919) Roma
- Mariani, Eugenio (1975) Roma
- Marianini, Stefano (1833) Venezia
- Marini Bettolo Marconi, Giovanni Battista (1961) Roma
- Marino, Gennaro (1997)+ Napoli
- Marino, Giovanni Antonio (1793) Savigliano
- Marotta, Domenico (1939) Roma
- Marrè, Erasmo (1979) Milano
- Martino, Gaetano (1955) Messina
- Mascagni, Paolo (1791) Siena
- Mascheroni, Lorenzo (1791) Pavia
- Massalongo, Abramo (1854) Verona
- Matteucci, Carlo (1840) Pisa
- Mattirolo, Oreste (1918) Torino
- Medici, Michele (1846) Bologna
- Melandri, Bruno Andrea (1991)+ Bologna
- Melloni, Macedonio (1839) Napoli
- Menabrea, Luigi Federico (1861) Torino
- Meneghini, Giuseppe (1860) Pisa
- Mengotti, Francesco (1814) Venezia
- Michelotti, Maurizio (1825) Torino
- Millosevich, Elia (1907) Roma
- Millosevich, Federico (1931) Roma
- Minelli, Alessandro (2005) Padova
- Minich, Serafino Raffaele (1857) Padova
- Miranda, Carlo (1971) Napoli
- Modena, Giorgio (1984) Padova
- Monroy, Alberto (1959) Palermo
- Montalenti, Giuseppe (1958) Napoli
- Monterosso, Bruno (1951) Catania
- Monti, Luigi (2007) Napoli
- Morichini, Domenico (1814) Roma
- Moris, Giuseppe Giacinto (1844) Torino
- Moroni, Antonio (1985)+ Parma
- Morozzo, Carlo Lodovico (1782) Torino
- Morpurgo, Benedetto (1933) Torino
- Moruzzi, Giuseppe (1971) Pisa
- Moscati, Pietro (1782) Milano
- Mosso, Angelo (1897) Torino
- Mossotti, Ottaviano Fabrizio (1822) Milano
- Mottana, Annibale (1993)+ Roma

## N
- Naccari, Andrea (1899) Torino
- Namias, Giacinto (1871) Venezia
- Nasini, Raffaello (1904) Padova
- Natta, Giulio (1964) Milano
- Nervi, Pier Luigi (1974) Roma
- Nicolucci, Giustiniano (1879) Napoli
- Nobili, Leopoldo (1830) Firenze

## O
- Occhialini, Giuseppe (1972) Milano
- Olivi, Giuseppe (1793) Chioggia
- Onorato, Ettore (1960) Roma
- Oriani, Barnaba (1786) Milano

## P
- Pacinotti, Antonio (1886) Pisa
- Padula, Fortunato (1867) Napoli
- Palazzo, Francesco Carlo (1949) Firenze
- Paleocapa, Pietro (1860) Torino
- Palletta, Giovambattista (1823) Milano
- Palmieri, Luigi (1869) Napoli
- Panceri, Paolo (1875) Napoli
- Panetti, Modesto (1952) Torino
- Panizza, Bartolomeo (1835) Pavia
- Paoli, Pietro (1782) Pisa
- Paradisi, Giovanni (1808) Milano
- Paradisi, Giovanni (1815) Torino
- Pareto, Lorenzo (1847) Genova
- Parisi, Giorgio (2000)+ Roma
- Parlatore, Filippo (1866) Firenze
- Parona, Carlo Fabrizio (1920) Torino
- Parravano, Nicola (1925) Roma
- Pascal, Ernesto (1922) Napoli
- Pasquini, Pasquale (1952) Bologna
- Passerini, Giovanni (1892) Parma
- Paternò, Emanuele (1887) Palermo
- Pelini, Paolo (1985) Roma
- Penso, Giuseppe (1959) Roma
- Perrelli, Tommaso (1782) Arezzo
- Perroncito, Eduardo (1922) Torino
- Pessuti, Gioacchino (1803) Roma
- Pezzi, Francesco (1791) Genova
- Pianciani, Giovanni Battista (1837) Roma
- Piazzi, Giuseppe (1803) Genova
- Picasso, Emilio (1989)+ Ginevra
- Picone, Mauro (1952) Roma
- Pincherle, Salvatore (1904) Bologna
- Pini, Ermenegildo (1782) Milano
- Piola, Gabrio (1828) Milano
- Piria, Raffaele (1852) Torino
- Pirotta, Romualdo Pietro (1910) Roma
- Pistolesi, Enrico (1952) Pisa
- Poli, Giuseppe Saverio (1803) Napoli
- Polvani, Giovanni (1952) Milano
- Ponzi, Giuseppe (1875) Roma
- Porceddu, Enrico (1991)+ Viterbo
- Porta, Luigi (1860) Pavia
- Puccianti, Luigi (1943) Pisa
- Pupilli, Giulio Cesare (1958) Bologna
- Puppi, Giampietro (1979) Venezia

## Q
- Quilico, Adolfo (1967) Milano

## R
- Racagni, Giuseppe Maria (1801) Milano
- Raddi, Giuseppe (1816) Firenze
- Radicati Di Brozolo, Luigi (1979) Pisa
- Raffaele, Federico (1924) Roma
- Rangoni, Luigi (1820) Modena
- Ranzani, Camillo (1819) Bologna
- Ranzi, Silvio (1953) Milano
- Re, Filippo (1806) Bologna
- Regge, Tullio (1975) Torino
- Reina, Vincenzo (1919) Roma
- Respighi, Lorenzo (1878) Roma
- Riccati, Giordano (1782) Treviso
- Ricci-Curbastro, Gregorio (1921) Padova
- Ridolfi, Cosimo (1841) Pisa
- Righi, Augusto (1891) Bologna
- Righini, Guglielmo (1960) Firenze
- Rivera, Vincenzo (1952) Roma
- Roiti, Antonio (1892) Firenze
- Rolla, Luigi (1941) Genova
- Rondoni, Pietro (1938) Milano
- Rosa, Daniele (1922) Bologna
- Rosa, Michele (1791) Modena
- Rossetti, Francesco (1879) Padova
- Rossi Fanelli, Alessandro (1974) Roma
- Rossi, Pietro (1786) Pisa
- Rubbia, Carlo (1984)+ Ginevra
- Rubini, Pietro (1807) Parma
- Ruffini, Paolo (1800) Modena
- Rusconi, Mauro (1839) Pavia
- Russo, Achille (1942) Catania

## S
- Saladini, Girolamo (1786) Bologna
- Salimbeni, Leonardo (1786) Verona
- Saluzzo, Giuseppe Angelo (1782) Torino
- Salvini, Giorgio (1990) Roma
- Sandri, Giulio (1846) Verona
- Sansone, Giovanni (1958) Firenze
- Santini, Giovanni (1815) Padova
- Savi, Gaetano (1833) Pisa
- Savi, Paolo (1847) Pisa
- Scacchi, Arcangelo (1863) Napoli
- Scarascia Mugnozza, Gian Tommaso (1984) Viterbo
- Scarpa, Antonio (1782) Pavia
- Schiapparelli, Giovanni Virginio (1867) Roma
- Schiavinato, Giuseppe (1975) Milano
- Schrefler, Bernardo (2005) Padova
- Schreiber, Giorgio (1975) Parma
- Scorza Dragoni, Giuseppe (1979) Padova
- Secchi, Angelo (1854) Roma
- Segre, Beniamino (1959) Roma
- Segre, Corrado (1892) Torino
- Sella, Quintino (1862) Torino
- Semerano, Giovanni (1978) Padova
- Setti, Giancarlo (1988) Bologna
- Severi, Francesco (1919) Padova
- Siacci, Francesco (1879) Torino
- Silvestri, Filippo (1925) Portici
- Sismonda, Angelo (1844) Torino
- Sismonda, Eugenio (1858) Torino
- Slop De Cadenberg, Giuseppe (1782) Pisa
- Sobrero, Ascanio (?) probabilmente Torino
- Soave, Francesco (1791) Milano
- Somigliana, Carlo (1912) Torino
- Spallanzani, Lazzaro (1782) Reggio Emilia
- Spezia, Giorgio (1904) Torino
- Spinola, Massimiliano (1846) Genova
- Stefani, Aristide (1923) Padova
- Stoppani, Antonio (1867) Napoli
- Stratico, Simone (1786) Padova
- Struever, Giovanni (1894) Roma
- Svelto, Orazio (1990) Milano

## T
- Tacchini, Pietro (1901) Modena
- Taddei, Gioacchino (1849) Firenze
- Taramelli, Torquato (1889) Pavia
- Tardy, Placido (1864) Genova
- Targioni-Tozzetti, Ottaviano (1804) Firenze
- Tenore, Michele (1837) Napoli
- Tizzoni, Guido (1911) Bologna
- Toaldo, Giuseppe (1791) Padova
- Todaro, Francesco (1900) Roma
- Tommasini, Giacomo (1819) Bologna
- Tonelli, Leonida (1932) Pisa
- Torelli, Giuseppe (1782) Bologna
- Tortolini, Barnaba (1847) Roma
- Tramontini, Giuseppe (1819) Modena
- Tricomi, Francesco (1973) Torino
- Trinchese, Salvatore (1885) Napoli
- Troisi, Mario (1983) Salerno
- Trudi, Nicola (1871) Napoli
- Turazza, Domenico (1863) Padova

## U
- Umo, Maurizio (1991) Roma

## V
- Vairo, Giuseppe (1786) Napoli
- Vallauri, Giancarlo (1936) Torino
- Valperga Caluso, Tommaso (1791) Torino
- Vassalli Eandi, Antonmaria (1796) Torino
- Venturi, Giovan Battista (1786) Modena
- Venturoli, Giuseppe (1803) Bologna
- Vercelli, Francesco (1950) Asti
- Veronese, Giuseppe (1894) Padova
- Vesentini, Edoardo (1998) Pisa
- Villari, Emilio (1884) Napoli
- Viola, Carlo (1925) Parma
- Volpi, Gian Gualberto (1992) Perugia
- Volta, Alessandro (1782) Pavia
- Volterra, Vito (1896) Torino

## X
- Ximenes, Leonardo (1782) Trapani

## Z
- Zamboni, Giuseppe (1820) Verona
- Zambonini, Ferruccio (1926) Napoli
- Zanotti, Eustachio (1782) Verona
- Zavattari, Edoardo (1951) Roma
- Zeviani, Gian Verardo (1782) Verona
- Zurria, Giuseppe (1882) Catania